# Xã Cleveland, Quận Walsh, Bắc Dakota
Xã Cleveland (tiếng Anh: Cleveland Township) là một xã thuộc quận Walsh, tiểu bang Bắc Dakota, Hoa Kỳ. Năm 2010, dân số của xã này là 76 người.